# Carbonate d'argent
Le carbonate d’argent Ag2CO3 est un composé chimique fait de carbonate et d’argent. Il noircit au séchage et à la lumière. Il est soluble dans l’acide nitrique dilué, l'ammoniaque et les cyanures alcalins.